# روبن باغر
روبن باغر (بالدنماركية: Ruben Bagger)‏ هو لاعب كرة قدم دنماركي في مركز نصف الجناح، ولد في 16 يناير 1972. لعب مع نادي بروندبي.

## وصلات خارجية
- روبن باغر على موقع قاعدة بيانات كرة القدم.إي يو (الإنجليزية)
- روبن باغر على موقع Soccerway.com (الإنجليزية)